# Ralph Fowler
Ralph Fowler (teljes nevén Sir Ralph Howard Fowler) (Fedsden, Essex, Egyesült Királyság, 1889. január 17.  – Trumpington, Cambridgeshire, 1944. július 28.) brit fizikus, csillagász.

## Életútja
Alapfokú iskolái után a Winchester College-ban folytatta a tanulmányait. Később ösztöndíjat nyert a cambridgei Trinity College-ba. Itt kiváló tanulmányai miatt „wrangler” és „tripos” fokozatokat ért el. Az első világháborúban  hadihajón szolgált a tüzérségnél. Gallipoliban súlyos sérülést szenvedett. Ennek a sérülésnek köszönheti, hogy megismerkedett Archibald Hillel, aki élettannal és fizikával foglalkozott. Ennek az ismeretségnek nyomán Fowler a fizika felé fordult. Hill munkatársaként aerodinamikával foglalkozott. A haditechnikában kifejtett jelentős munkássága miatt A Brit Birodalom Rendje kitüntetést kapta 1918-ban. Krikettjátékos volt és az angol bajnokságban játszott 1908 és 1909 között. 1921-ben feleségül vette Ernest Rutherford egyetlen leányát, Eileen Mary-t (1901–1930). Négy gyermekük született.

## Tudományos munkássága
1919-ben Fowler visszatért a Trinity College-ba, ahol matematikát adott elő. Itt a kutatási területe a termodinamika és a statisztika  volt, új megközelítéseket dolgozott ki a kémia területén. Jelentős a munkássága az asztronómia területén is. 1925-ben a Royal Society tagja lett. 1926-ban együtt dolgozott Paul Dirac-kal a fehér törpe csillagok tulajdonságainak kutatásán matematikai statisztikai módszerekkel, bebizonyította, hogy ilyen nagy sűrűség mellett az anyag degenerált formában van jelen. 1928-ban publikált egy írást egy fizikai jelenségről, mely téremisszió néven ismert és hozzájárult a modern sávelmélet elterjedéséhez. 1931-ben elsőként fogalmazta meg a A termodinamika nulladik főtételét. 1932-ben a Cavendish Laboratory elméleti fizika tanszékének élére nevezték ki. 1939-ben, a második világháború kitörésekor, rossz egészségi állapota ellenére ismét belépett az Ordnance Board-ba, mely a brit hadsereg ellátó szervezete volt. Kanadában és az Egyesült Államokban tudományos összekötő tiszti feladatokat látott el. Jól ismerte Amerikát, mivel korábban vendégprofesszor volt a Princetoni Egyetemen és a Wisconsin–Madison Egyetemen is.
Fowler vezette be Paul Diracot a kvantumelméletbe 1923-ban. Kapcsolatban állt Werner Heisenberggel és Niels Bohrral. Cambridgeben 64 diák – köztük John Lennard-Jones, Paul Dirac és Garrett Birkhoff – doktori disszertációját irányította.
1942-ben háború alatti munkássága elismeréséért lovaggá ütötték. Később visszatért Angliába és továbbra is az Ordnance Boardnak és az Admiralitásnak dolgozott egészen haláláig.